# Teddi och Freddi
Teddi och Freddi (engelska: Morty and Ferdie) är brorsöner till Musse Pigg, som adopterar dem i filmen Musses brorsöner 1932. Teddi och Freddi är med i fotbollslaget BK Blåbär. Deras mamma heter Amelia Fieldmouse, vilket på svenska översattes till Felicia Pigg.
I likhet med Knatte, Fnatte och Tjatte skiljs Teddi och Freddi (hos de flesta tecknare) åt genom olikfärgade mössor.
I dagsstrippserien av Floyd Gottfredson försvann den ena brorsonen 1943, då Gottfredson tyckte det var tråkigt att teckna två muspojkar som var precis lika i utseende och karaktär. Han skickade den ena att studera på annan ort och tanken var att han efter en tid skulle återkomma som ett boklärt geni med glasögon och doktorshatt, men så blev det aldrig. För de situationer som krävde två pojkar skapade Gottfredson istället lekkamraten Alvin, en knubbig hundliknande pojke. Andra tecknare har dock behållit båda pojkarna hemma hos Musse.